# Сальминг, Бьянка
Бьянка Сальминг (швед. Bianca Salming; род. 22 ноября 1998 года) — шведская легкоатлетка, специализирующаяся в многоборье. Двукратная чемпионка Швеции (2016, 2017). Трёхкратная чемпионка Швеции в помещении (2016, 2017, 2018).

## Биография
Бьянка Сальминг родилась 22 ноября 1998 года в Швеции. Её отец — бывший хоккеист Бёрье Сальминг.
Бьянка начала заниматься лёгкой атлетикой в 9 лет, в 13 лет сконцентрировалась на многоборье. Тренируется под руководством Владо Петровича.
Дебютировала на международной арене в 2016 году на чемпионате мира среди юниоров, где заняла 4 место.

## Основные результаты
| Год  | Соревнования                 | Место проведения | Дисциплина | Место | Результат |
| ---- | ---------------------------- | ---------------- | ---------- | ----- | --------- |
| 2016 | Чемпионат мира среди юниоров | Быдгощ, Польша   | cемиборье  | 4     | 5840      |
| 2017 | Чемпионат Европы в помещении | Белград, Сербия  | пятиборье  | 10    | 4389      |
| 2017 | Hypo-Meeting                 | Гётцис, Австрия  | cемиборье  | 24    | 5812      |
| 2018 | Чемпионат Европы             | Берлин, Германия | cемиборье  | —     | DNF       |